# Tadeu II Montefeltro
Tadeu II Montefeltro va ser fill de Montefeltrano II Montefeltro. El 1253 va vendre la meitat del castell de Casole, que li havia donat el seu pare, al bisbe de Montefeltro i a la República de San Marino. En la divisió amb son germà Guiu I Montefeltro vers el 1255 li va correspondre el comtat sobirà de Pietrarubbia. El 1261 i 1265 va ser nomenat podestà de Rímini. El 1265 va rebre unes "breus" del Papa Climent IV per la seva afiliació al partit güelf.
El 1266 va usurpar el comtat de Montefeltro a son germà Guiu I Montefeltro al que va enderrocar.
El 1268 va rebre unes segones "breus" del Papa Climent IV. El 1270 Carles d'Anjou el va nomenar el seu vicari a Lucca. El 1273 va ser governador Pontifici del Patrimoni de Sant Pere i el 1281 va tenir el comandament de l'exèrcit del Papa. Guiu I Montefeltro li va fer la guerra perquè reclamava les seves antigues possessions, i li va cremar alguns castells, però es va poder mantenir amb ajut del Papa. Al seu testament encara va signar com a Comes Urbini (Comte d'Urbino) i va morir a Forli, en combat contra son germà, l'1 de maig de 1282. Fou llavors quan Guiu I va recuperar Montefeltro, però va respectar el comtat sobirà de Pietrarubbia pel fill de Tadeu II.
Va deixar nou fills: Corrado Montefeltro de Pietrarubbia, Malatesta Montefeltro de Pietrarubbia, Tadeu Novello (va fugir de Pietrarubbia el 1298 al revoltar-se el poble però va ser capturat a Macerata Feltria i executat), Robert (bisbe de Montefeltro el 1282, deposat el 1284 i empresonat), Ubertino, Speranza Montefeltro de Pietrarubbia, Giovanna (morta en la revolta de Pietrarubbia el 8 de juny de 1298), Filippuccio (fill natural, mort en la revolta de Pietrarubbia el 8 de juny de 1298) i Rinald.